# Husby tegelbruk

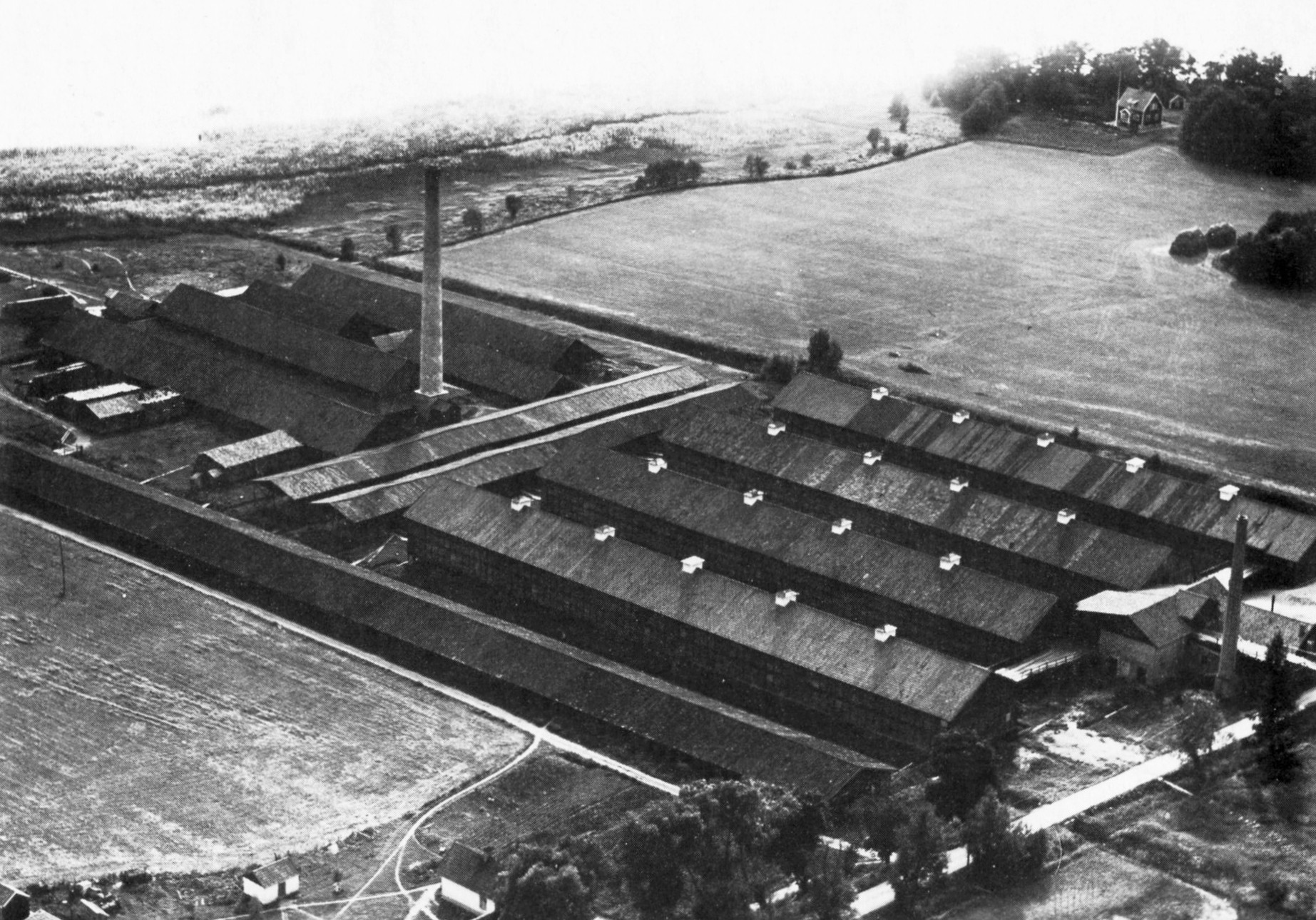
Husby tegelbruk 1932.

Husby tegelbruk var ett tegelbruk i Stallarholmen i Strängnäs kommun. Bruket anlades år 1915 och stängde 1978. Idag disponeras kvarvarande byggnader av företaget Husby Lager & Industrihus. För närvarande (2013) planeras nya bostäder på området.

## Historik
Ett mur- och fasadtegelbruk anlades 1915 vid Mälaren nära Stallarholmen av ingenjören Åke Sjögren. Han var även ägare till Näsby tegelbruk och Mälsåkers slott. Husby var ett typiskt sjötegelbruk, d.v.s. det låg i direkt anslutning till ett vattendrag med sjötrafik, vilket underlättade de tunga transporterna. Produkterna gick med pråmtransporter från egen bygga över Mälaren med Stockholm som huvudsakliga destinationen. År 1921 såldes bruket till Mälardalens tegelbruk. 1928 producerades på Husby 3,8 miljoner murtegel. Under andra världskriget moderniserades anläggningen, bland annat förlängdes ringugnen med 100 meter och var då Europas största. Vid den tiden hade fabriken omkring 80 man som producerade sju miljoner tegel årligen.
År 1947 kom tegelbruket i Kooperativa förbundets ägo som då förvärvade hela AB Mälardalens tegelbruk. Då tjänade arbetarna 90 öre i timmen, och arbetstiden var 10-12 timmar varje dag. 1967 installerades en tunnelugn och den gamla ringugnen togs ur drift.  Vid nedläggningen 1978 var årsproduktionen 8,5 miljoner stenar, uteslutande fasadtegel. Vissa delar av anläggningen finns kvar än idag (2013), bland annat den höga fabriksbyggnaden. Den är uppförd i fyra våningar av rött fasadtegel och uthyrd som industrilokaler. Bryggan vid Mälarens strand finns också kvar samt några enklare skärmtak för lagring av färdigt tegel. De stora lertagen är delvis återställda till jordbruksmark.

## Nya bostäder
För närvarande (2013) utarbetas en detaljplan för markområdet. Planen innebär att omkring 85 bostäder med sjönära läge kan byggas. Tegelbruksbyggnaden är den enda kvarvarande i trakten som minner om en kulturhistoriskt betydelsefull epok i trakten och  är därför tänkt att bevaras. En arbetsgrupp håller på att ta fram idéer för praktisk användning av de delar som inte är uthyrda. Markområdet mellan tegelbruksbyggnaden och vattnet används idag för båtuppläggning. Planförslaget innebär att detta område även fortsättningsvis kan användas för båtupplag. Själva strandpartiet kommer inte att bebyggas.

## Nutida bilder

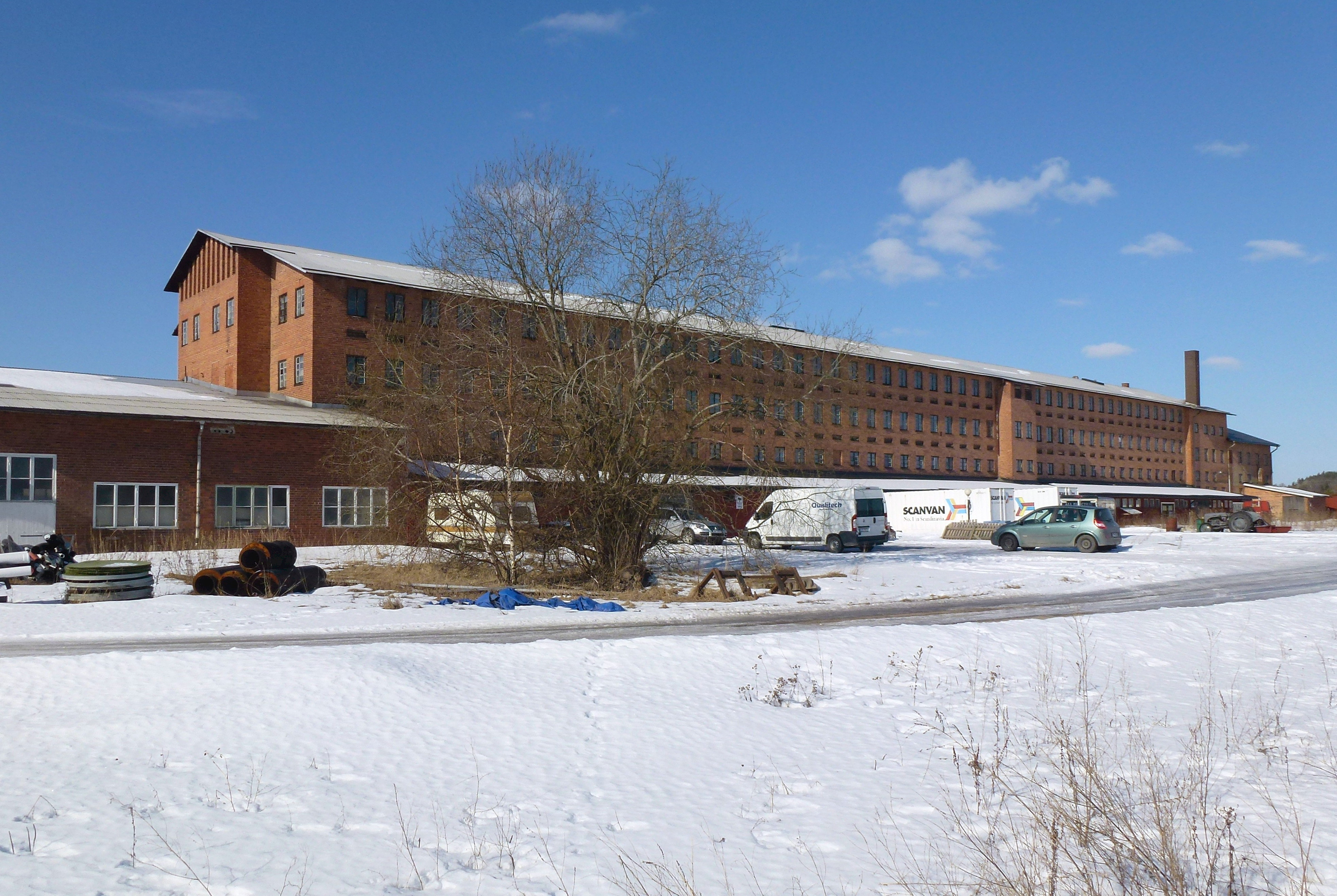
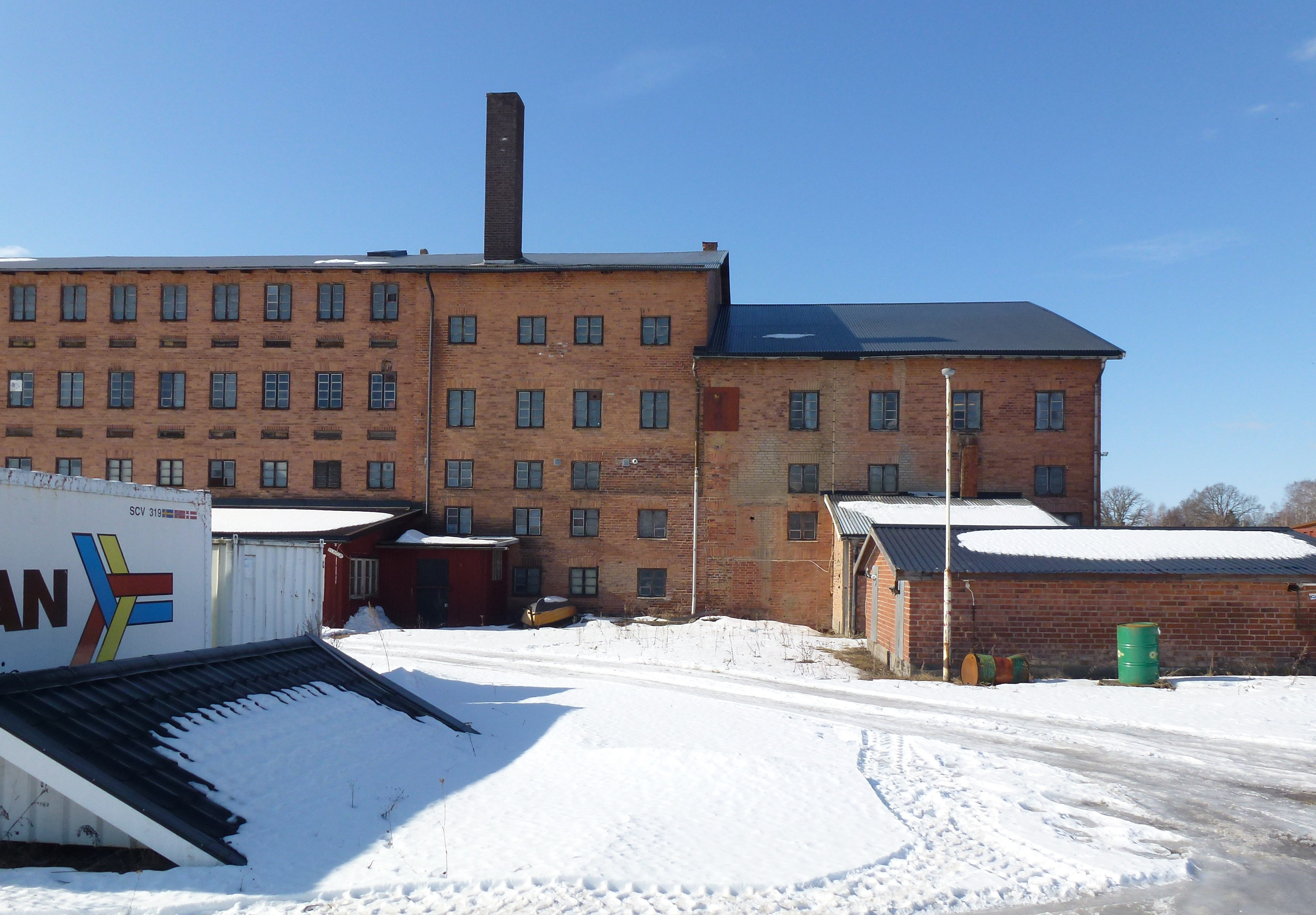
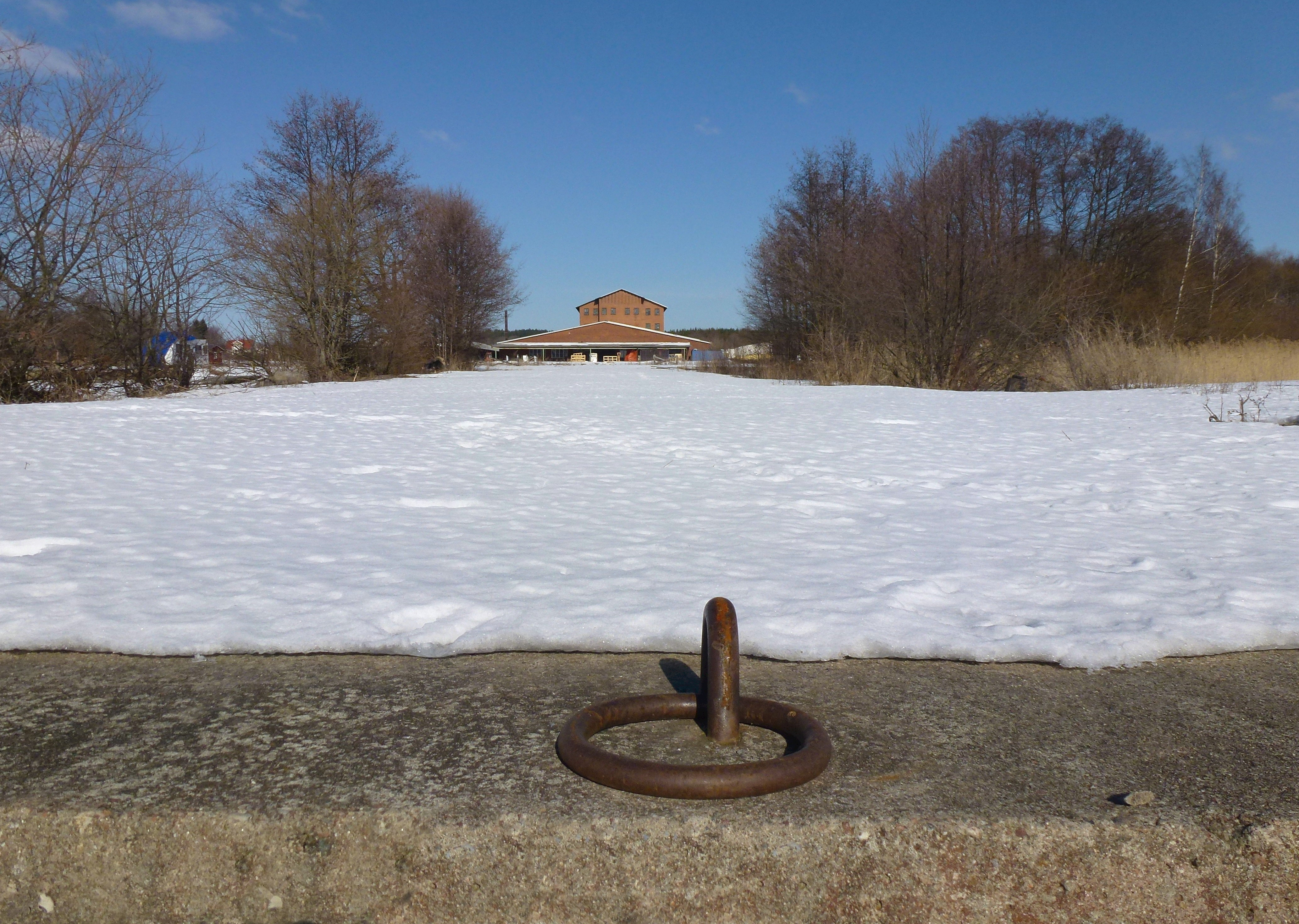
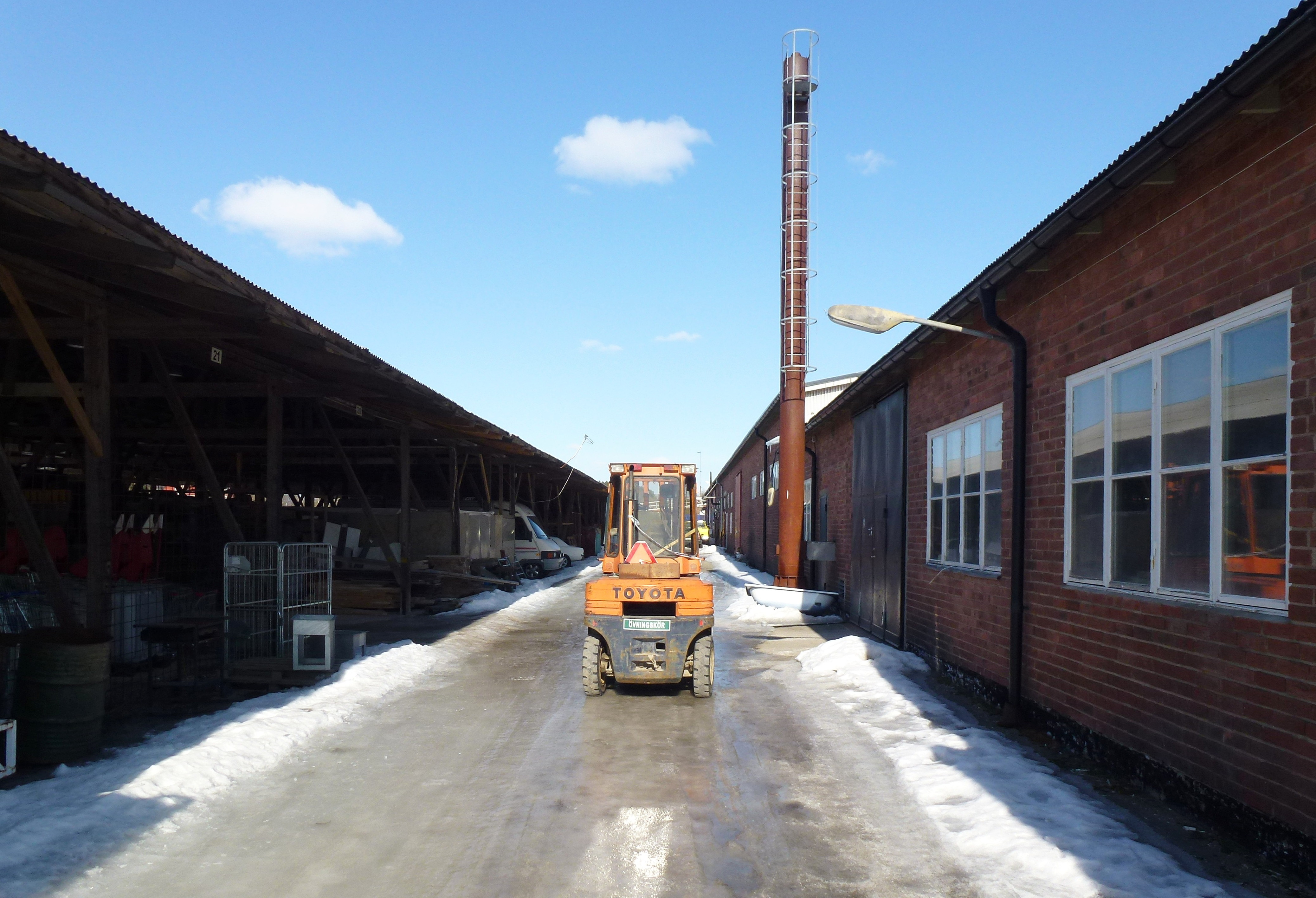
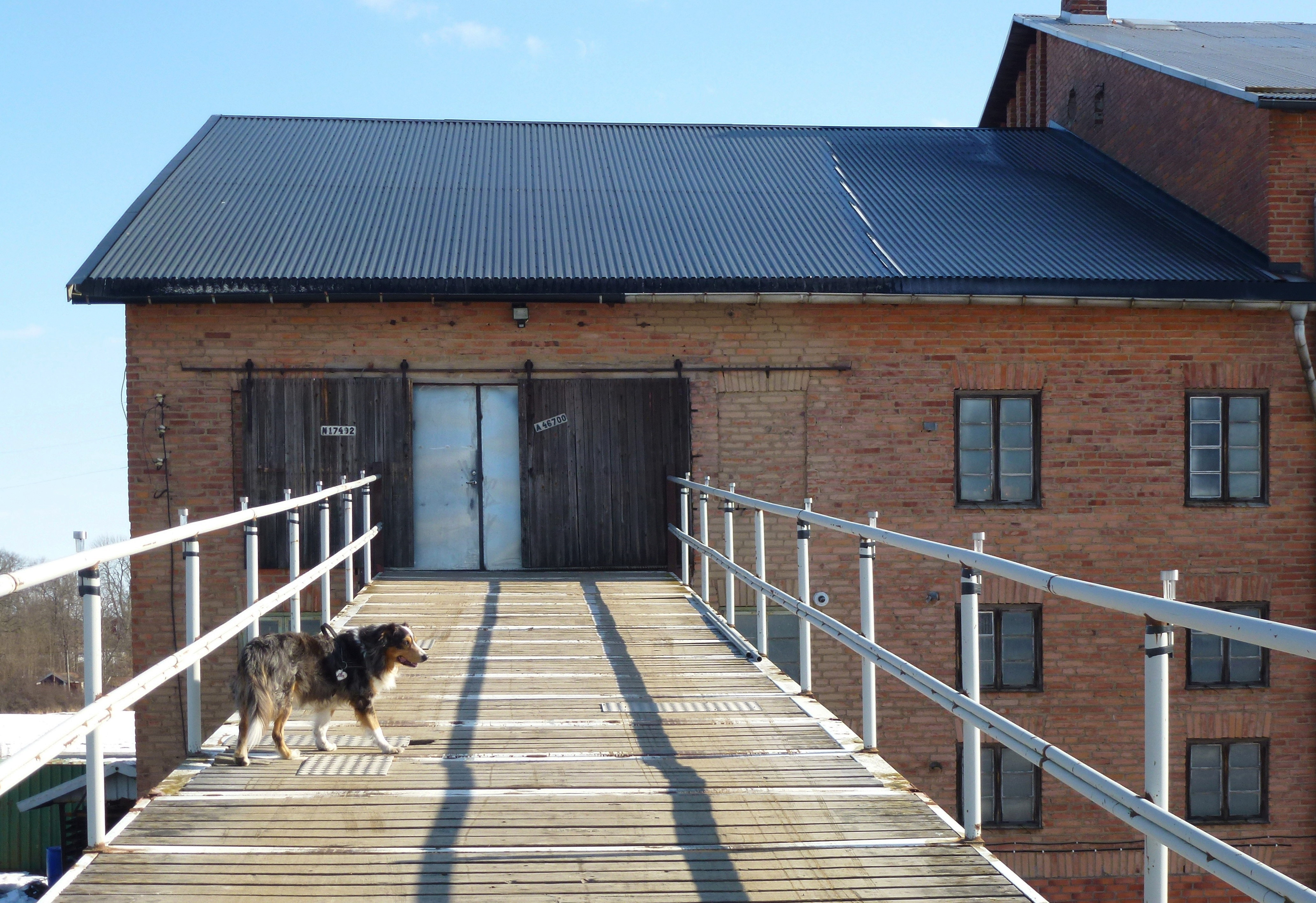
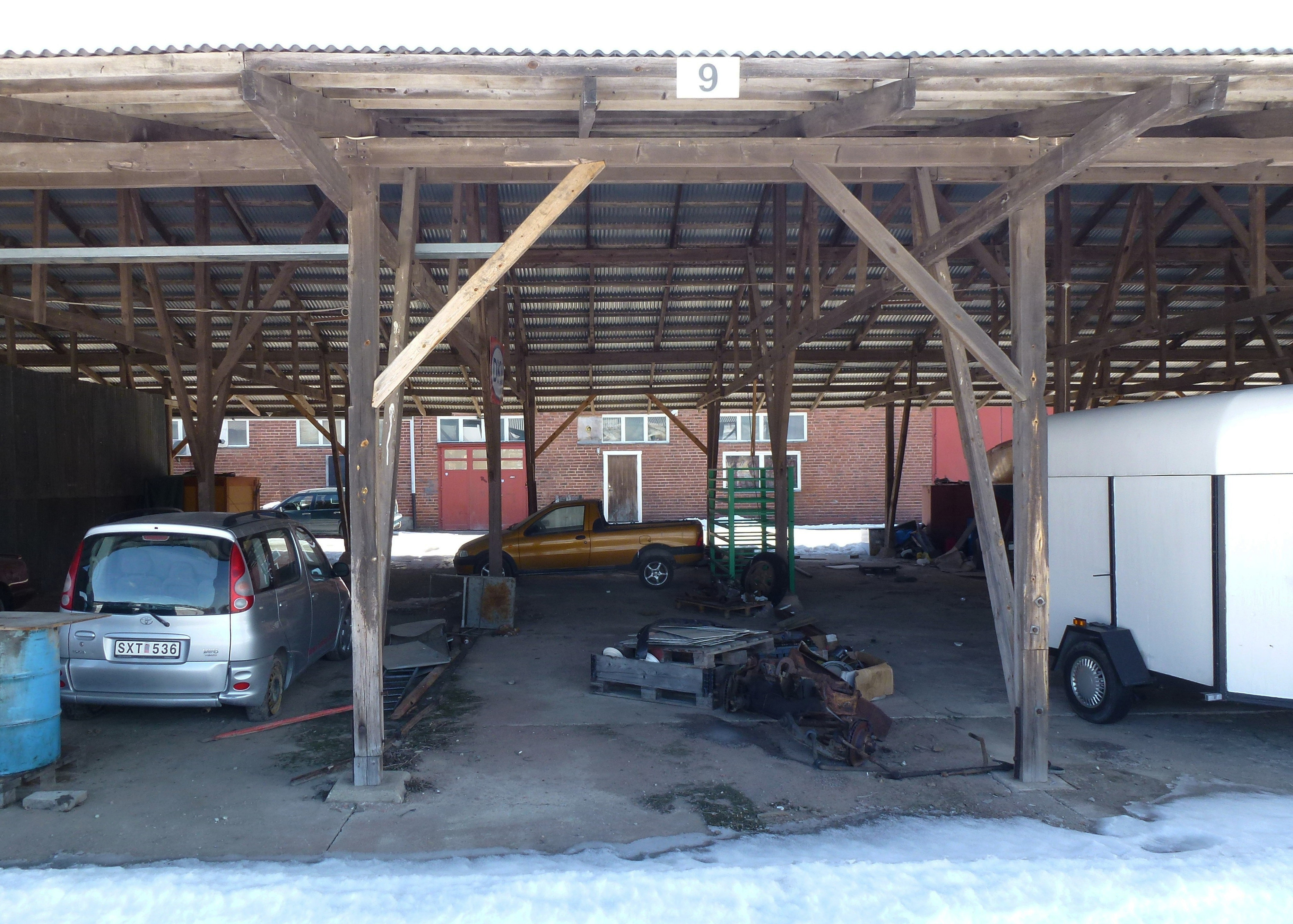
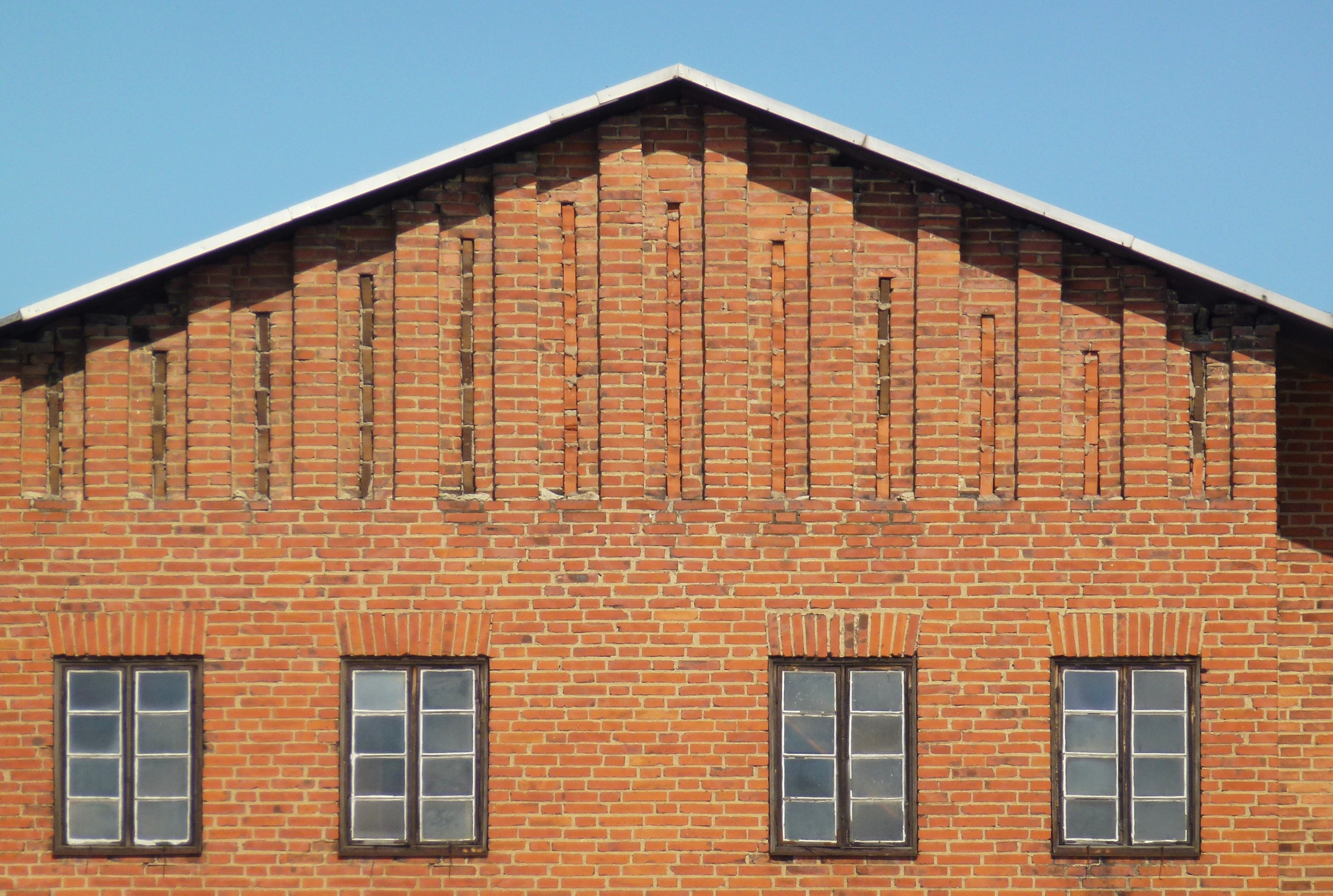
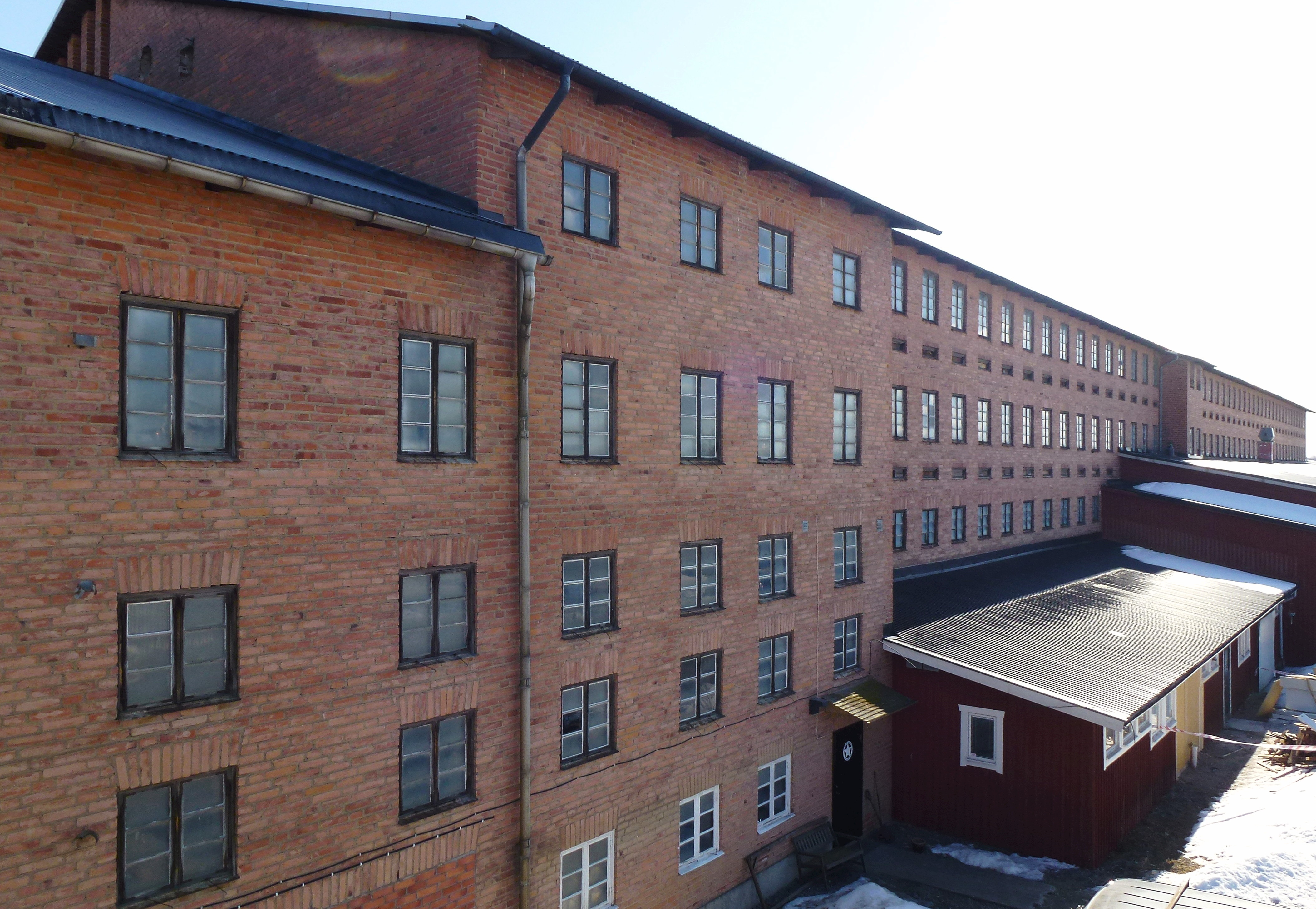

Anläggningen i mars 2013.